# Olga Alexandrowna Speranskaja
Olga Alexandrowna Speranskaja (russisch Ольга Александровна Сперанская) ist eine russische Umweltwissenschaftlerin. Sie hat sich für die Identifizierung und Beseitigung giftiger Chemikalien aus der Umwelt der ehemaligen Sowjetstaaten verdient gemacht.

## Leben
Speranskaja, eine Enkelin von Alexei Speranski, promovierte an der Russischen Akademie der Wissenschaften in Physik. Sie war als wissenschaftliche Mitarbeiterin am Institut für Ozeanologie tätig. Sie leitete das Programm für chemische Sicherheit am Eco-Accord-Zentrum für Umwelt und nachhaltige Entwicklung, wo sie seit 1997 tätig war. Sie war 2010 bis 2018 eine der Vorsitzenden des International POPs Elimination Network (IPEN).

## Wirken
Speranskaja bildete ein zivilgesellschaftliches Netzwerk, das sich aus Regierungs- und Nichtregierungsorganisationen sowie Wissenschaftlern aus elf ehemaligen Sowjetstaaten zusammensetzte. Ziel hierbei war es, giftige Chemikalien aus dem Verkehr zu ziehen und schädliche Auswirkungen auf die menschliche Gesundheit und die Umwelt zu verringern. Es wird auch ihrem Wirken zugeschrieben, dass mehrere Staaten die Stockholmer Konvention unterzeichnet haben. Sie setzt sich heute zudem für die Reduzierung von Plastik ein.

## Auszeichnungen
Im Jahr 1992 wurde Speranskaja mit dem David Thomas Prize der Financial Times für ihren Aufsatz “What Will the Collapse of Communism Do to the Environment?” („Welche Auswirkungen wird der Zusammenbruch des Kommunismus auf die Umwelt haben?“) ausgezeichnet. Im Jahr 2009 wurde sie mit dem Goldman Environmental Prize ausgezeichnet. Im Jahr 2011 wurde sie vom Umweltprogramm der Vereinten Nationen als Champion of the Earth ausgezeichnet.